# George Francis Atkinson

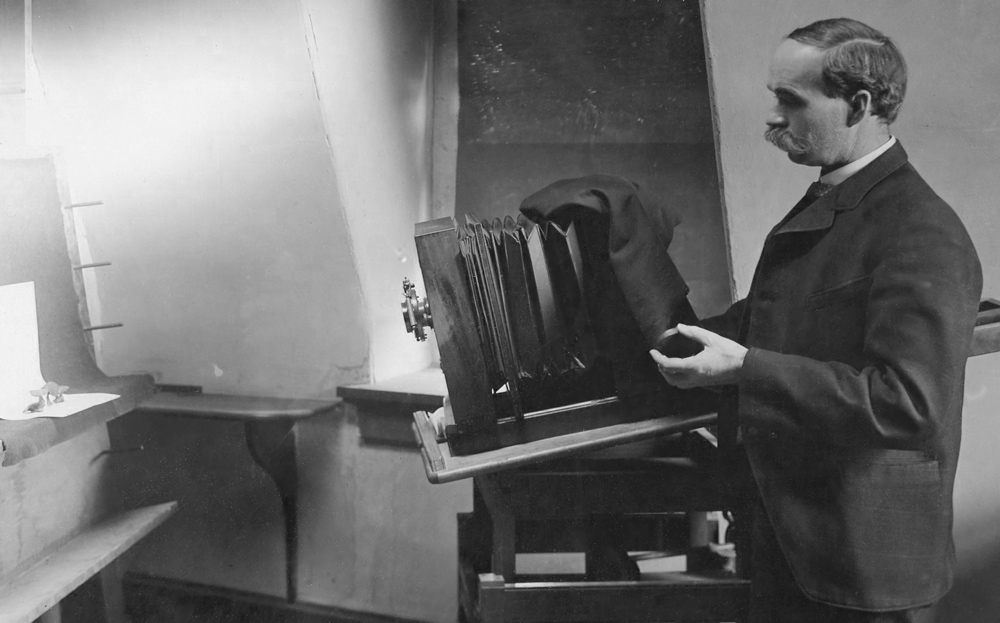
George Atkinson fotografando cogumelos na Universidade de Cornell.

George Francis Atkinson (Raisinville, Michigan, 26 de janeiro de 1854 — 14 de novembro de 1918) foi um botânico norteamericano.

## Publicações
- Elementary botany (H. Holt and company, New York, 1898 - reeditado em 1905).
- Lessons in botany (H. Holt and company, New York, 1900).
- Studies of American Fungi. Mushrooms, edible, poisonous, etc. (Andrus & Church, Ithaca, 1900 - l’ouvrage commence à être réédité dès l’année suivante).
- First studies of plant life (Boston, Ginn & company, 1901 - réédité par Ginn & company à Londres, 1905).
- Botany for high schools (H. Holt and company, New York, 1910).
- Practice key and flora of the eastern northern and central states (H. Holt and company, New York, 1912).
- Il est également l’auteur d’environ 150 publications dans divers journaux scientifiques.